# Arne Christiansen
Pour les articles homonymes, voir Christiansen.
Arne Christiansen, né le 9 octobre 1925 à Nordby (Danemark) et mort le 8 septembre 2007 à Hillerød (Danemark), est un journaliste et homme politique danois, membre du parti Venstre, ancien ministre et ancien député au Parlement (le Folketing).

## Biographie
Il est député entre 1968 et 1984.